# Flacey-en-Bresse
Flacey-en-Bresse és un municipi francès, situat al departament de Saona i Loira i a la regió de Borgonya - Franc Comtat. L'any 2007 tenia 364 habitants.

## Demografia

### Població
El 2007 la població de fet de Flacey-en-Bresse era de 364 persones. Hi havia 163 famílies, de les quals 64 eren unipersonals (36 homes vivint sols i 28 dones vivint soles), 55 parelles sense fills, 40 parelles amb fills i 4 famílies monoparentals amb fills.
La població ha evolucionat segons el següent gràfic:
Habitants censats

### Habitatges
El 2007 hi havia 257 habitatges, 166 eren l'habitatge principal de la família, 58 eren segones residències i 33 estaven desocupats. 240 eren cases i 17 eren apartaments. Dels 166 habitatges principals, 136 estaven ocupats pels seus propietaris, 25 estaven llogats i ocupats pels llogaters i 5 estaven cedits a títol gratuït; 18 tenien dues cambres, 41 en tenien tres, 51 en tenien quatre i 56 en tenien cinc o més. 135 habitatges disposaven pel capbaix d'una plaça de pàrquing. A 76 habitatges hi havia un automòbil i a 64 n'hi havia dos o més.

### Piràmide de població
La piràmide de població per edats i sexe el 2009 era:
| Homes | Edats   | Dones |
| ----- | ------- | ----- |
| 0     | 95 o +  | 0     |
| 0     | 90 a 94 | 0     |
| 0     | 85 a 89 | 4     |
| 8     | 80 a 84 | 4     |
| 4     | 75 a 79 | 16    |
| 28    | 70 a 74 | 24    |
| 16    | 65 a 69 | 0     |
| 8     | 60 a 64 | 12    |
| 12    | 55 a 59 | 16    |
| 8     | 50 a 54 | 8     |
| 8     | 45 a 49 | 4     |
| 8     | 40 a 44 | 12    |
| 8     | 35 a 39 | 12    |
| 12    | 30 a 34 | 16    |
| 12    | 25 a 29 | 4     |
| 4     | 20 a 24 | 16    |
| 20    | 15 a 19 | 0     |
| 20    | 10 a 14 | 8     |
| 8     | 5 a 9   | 0     |
| 0     | 0 a 4   | 16    |

## Economia
El 2007 la població en edat de treballar era de 205 persones, 143 eren actives i 62 eren inactives. De les 143 persones actives 132 estaven ocupades (82 homes i 50 dones) i 11 estaven aturades (7 homes i 4 dones). De les 62 persones inactives 25 estaven jubilades, 11 estaven estudiant i 26 estaven classificades com a «altres inactius».

### Ingressos
El 2009 a Flacey-en-Bresse hi havia 180 unitats fiscals que integraven 386,5 persones, la mediana anual d'ingressos fiscals per persona era de 15.044 €.

### Activitats econòmiques
Dels 15 establiments que hi havia el 2007, 1 era d'una empresa alimentària, 1 d'una empresa de fabricació d'altres productes industrials, 3 d'empreses de construcció, 4 d'empreses de comerç i reparació d'automòbils, 1 d'una empresa de transport, 2 d'empreses d'hostatgeria i restauració, 1 d'una empresa financera, 1 d'una empresa de serveis i 1 d'una empresa classificada com a «altres activitats de serveis».
Dels 4 establiments de servei als particulars que hi havia el 2009, 1 era una lampisteria, 1 electricista, 1 perruqueria i 1 restaurant.
Dels 2 establiments comercials que hi havia el 2009, 1 era una botiga de més de 120 m² i 1 una botiga de menys de 120 m².
L'any 2000 a Flacey-en-Bresse hi havia 16 explotacions agrícoles que ocupaven un total de 872 hectàrees.

## Equipaments sanitaris i escolars
El 2009 hi havia una escola elemental.

## Poblacions més properes
El següent diagrama mostra les poblacions més properes.